# Esperando la carroza 2
Esperando la carroza 2 es una película argentina cómica de 2009 dirigida por Gabriel Condron y protagonizada por Luis Brandoni, Betiana Blum, Roberto Carnaghi, Juan Manuel Tenuta y Lidia Catalano. Es una secuela de la clásica comedia negra Esperando la carroza (1985). Se estrenó el 2 de abril de 2009.

## Origen
El guion, al igual que en la primera película, es de Jacobo Langsner. El director fue Gabriel Condron, en lugar de Alejandro Doria (director de la primera en 1985 y fallecido en 2009).
La secuela no contó con las participaciones de dos de los personajes fundamentales de la primera: Mamá Cora (Antonio Gasalla) y Elvira (China Zorrilla). Tampoco volvieron Felipe (Enrique Pinti), Cacho (Darío Grandinetti) y Dominga (Cecilia Rosetto).
El papel de Jorge Musicardi fue tomado por Roberto Carnaghi, suplantando a Julio de Grazia (Jorge en la primera parte), quien murió en 1989.
Los actores que trabajaron en ambas versiones son Luis Brandoni, Betiana Blum, Juan Manuel Tenuta, Andrea Tenuta, Mónica Villa y Lidia Catalano.   

## Argumento
Nora y Antonio Musicardi, los personajes principales de esta película, organizan una fiesta para festejar su 25° aniversario de casados. Para esto, invitan a los personajes más encumbrados de la sociedad argentina, los políticos más importantes, sindicalistas, periodistas, artistas y deportistas, toda la fauna mediática del país.
Toda la película se desenvuelve en la casa de Nora y Antonio. Antonio, "fiel a sus orígenes" decide invitar a su familia a la fiesta y esto le desagrada bastante a Nora.
Los primeros en hacer una parada en la casa son Susana (con un embarazo prominente) y Jorge Musicardi, luego de pasar por el matadero de Antonio (donde trabajan y viven Emilia y Rulo, su hijo más joven) para buscar la carne de la parrillada que se servirá en la fiesta. Luego llegan Sergio, Matilde y Martita (hija de Matilde). Luego de conocer la casa y charlar con los anfitriones, descubren que Nora los trata muy elegantemente, pero siempre haciendo notar las evidentes diferencias económicas que los separan. Más tarde, sucede lo mismo con Emilia y Rulo, que al llegar a la casa descubren las intenciones de Nora de hacerlos trabajar como personal doméstico durante la fiesta.
Antonio siente una importante atracción sexual por su sobrina-nieta Martita, siempre vistiendo ropas provocativas acordes a su físico. Antonio manosea y acosa sexualmente a Martita, quien logra grabar estas conversaciones en un grabador que le regalaron él y Nora momentos antes, para luego chantajearlo.
Al reaparecer Jorge, se descubre que el matadero de su hermano Antonio es "clandestino" y con animales enfermos que pueden provocar serios daños a quienes consuman esa carne. Además, por pedido de Antonio, Jorge figura como el dueño del lugar y queda expuesto ante la policía por este tema. Al recibir la desagradable noticia, Susana comienza el trabajo de parto.
Matilde siente cada vez más resentimiento hacia Nora y Antonio, llegando a la conclusión de que su objetivo es arruinar la fiesta como sea. Intenta cumplir su objetivo obstaculizando la llegada de la ambulancia que debe asistir a Susana, para hacer que esta tenga su hijo en la casa de Nora y Antonio.
Mientras tanto, Nora descubre que su sobrino político Rulo tiene un atractivo físico que no había conocido antes, y convence a Antonio para ponerlo a cargo de las fotografías de la fiesta.
Rulo encuentra a Antonio y Martita en situaciones comprometidas en más de una ocasión y logra fotografiarlos. Con el material fotográfico y la cinta que prueban el acoso sexual a Martita, toda la familia se une para chantajear a Antonio, quien les promete un departamento en Lanús para cada una de las ramas de la familia. Antonio termina convenciendo a Rulo para que este arreglo no le sea tan desfavorable, y logra ponerlo de su lado ofreciéndole un trabajo y dinero.
Finalmente Sergio, a cargo de la parrillada de la fiesta, descubre que la carne que estaba preparando no es apta para su consumo, y en un descuido incendia el jardín de plástico de la casa. Esto, junto con el nacimiento del hijo de Susana, llevan al final, donde todos los integrantes se despiden definitivamente de la casa.

## Reparto
| Actor              | Personaje                                   |
| ------------------ | ------------------------------------------- |
| Luis Brandoni      | Antonio Musicardi                           |
| Betiana Blum       | Nora de Musicardi (esposa de Antonio)       |
| Juan Manuel Tenuta | Sergio Musicardi                            |
| Andrea Tenuta      | Matilde Musicardi (hija de Sergio y Elvira) |
| Dolores Fernández  | Martita (hija de Matilde)                   |
| Roberto Carnaghi   | Jorge Musicardi                             |
| Mónica Villa       | Susana de Musicardi (esposa de Jorge)       |
| Lidia Catalano     | Emilia Musicardi                            |
| Facundo Espinosa   | Rulo (hijo de Emilia)                       |
| Gastón Grande      | Dino (jardinero)                            |

## Crítica y taquilla
La película recibió mayoritariamente críticas negativas, pero tuvo un éxito moderado en la taquilla. Debutó en el tercer lugar de la taquilla argentina con 112.000 espectadores en 80 cines. Tuvo localidades agotadas, a su siguiente fin de semana sumó 70.000 personas y acumulaba 210.000.